# Drehstrombetrieb Brig–Iselle
| Streckenlänge: | 22,7 km              |                                                |                                                |
| Spurweite: | 1435 mm (Normalspur) |                                                |                                                |
| Stromsystem: | 3000 V, 16 Hz ∆      |                                                |                                                |
| |                      |                                                |                                                |
| \| \| \| SBB aus Sion, BLS aus Spiez \| \| \| \| \| FO aus Andermatt \| \| \| \| 145,55 \| Brig Depot \| 677.7 m ü. M. \| \| \| \| Nordportal \| \| \| \| \| Simplontunnel (Tunnel I 19 803 m; II 19 823 m) \| \| \| \| 156.24 \| Staatsgrenze Schweiz–Italien \| Staatsgrenze Schweiz–Italien \| \| \| 156.34 \| Stazione della Galleria \| 700,2 m ü. M. \| \| \| \| \| \| \| \| \| Südportal \| \| \| \| \| Tunnel Iselle (169 m) \| \| \| \| 167.22 \| Iselle di Trasquera \| 629,5 m ü. M. \| \| \| \| FS[1] nach Domodossola \| \| |                      |                                                |                                                |
| Abzweig geradeaus und von links |                      | SBB aus Sion, BLS aus Spiez                    | SBB aus Sion, BLS aus Spiez                    |
| Strecke von links · Kreuzung geradeaus oben |                      | FO aus Andermatt                               | FO aus Andermatt                               |
| Kopfbahnhof Streckenende · Bahnhof | 145,55               | Brig Depot                                     | 677.7 m ü. M.                                  |
| Tunnelanfang |                      | Nordportal                                     | Nordportal                                     |
| Strecke (im Tunnel) |                      | Simplontunnel (Tunnel I 19 803 m; II 19 823 m) | Simplontunnel (Tunnel I 19 803 m; II 19 823 m) |
| Grenze (im Tunnel) | 156.24               | Staatsgrenze Schweiz–Italien                   | Staatsgrenze Schweiz–Italien                   |
| Dienststation / Betriebs- oder Güterbahnhof (im Tunnel) | 156.34               | Stazione della Galleria                        | 700,2 m ü. M.                                  |
| Strecke (im Tunnel) |                      |                                                |                                                |
| Tunnelende |                      | Südportal                                      | Südportal                                      |
| Tunnel |                      | Tunnel Iselle (169 m)                          | Tunnel Iselle (169 m)                          |
| Bahnhof | 167.22               | Iselle di Trasquera                            | 629,5 m ü. M.                                  |
| Strecke |                      | FS nach Domodossola                            | FS nach Domodossola                            |

Der Drehstrombetrieb Brig–Iselle war ab der Betriebseröffnung des Simplontunnels im Jahr 1906 ein Versuchsbetrieb der Firma Brown, Boveri & Cie. (BBC) mit 3000 Volt bei 16 Hertz, mit dem die Tauglichkeit von Drehstrom auf einer Hauptbahnstrecke unter den erschwerten Verhältnissen eines langen Tunnels nachgewiesen wurde. 1908 übernahmen die Schweizerischen Bundesbahnen (SBB) den elektrischen Betrieb Brig–Iselle  von der BBC und verlängerten ihn 1919 bis Sion. 1927–1930 wurde der Drehstrombetrieb Sion–Iselle durch das bis heute übliche Einphasenwechselstromsystem mit einer Spannung von 15 000 Volt und einer Frequenz von 16 2⁄3 Hertz abgelöst.

## Versuchsbetrieb der BBC

### Geschichte

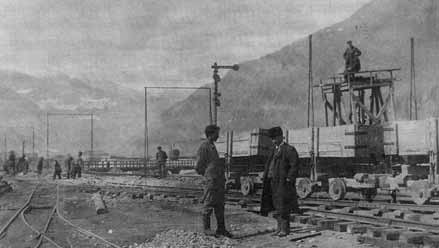
Bau der zweipoligen Drehstrom-Fahrleitungen in Brig.

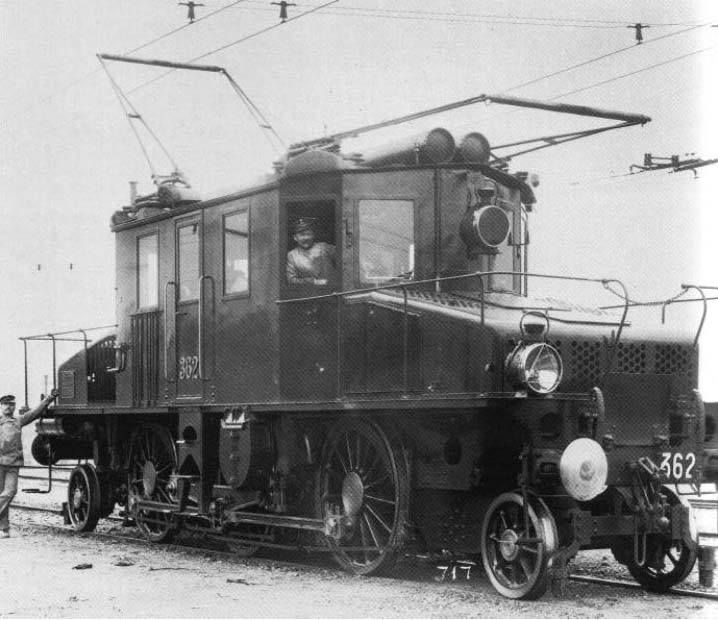
Lokomotive Nr. 362 der Veltlinbahn aus dem Jahr 1902. Die Maschine wurde zusammen mit ihren beiden Schwesterlokomotiven von der BBC für den Betrieb der Simplonstrecke gemietet, wobei allerdings andere Stromabnehmer zum Einsatz kamen.

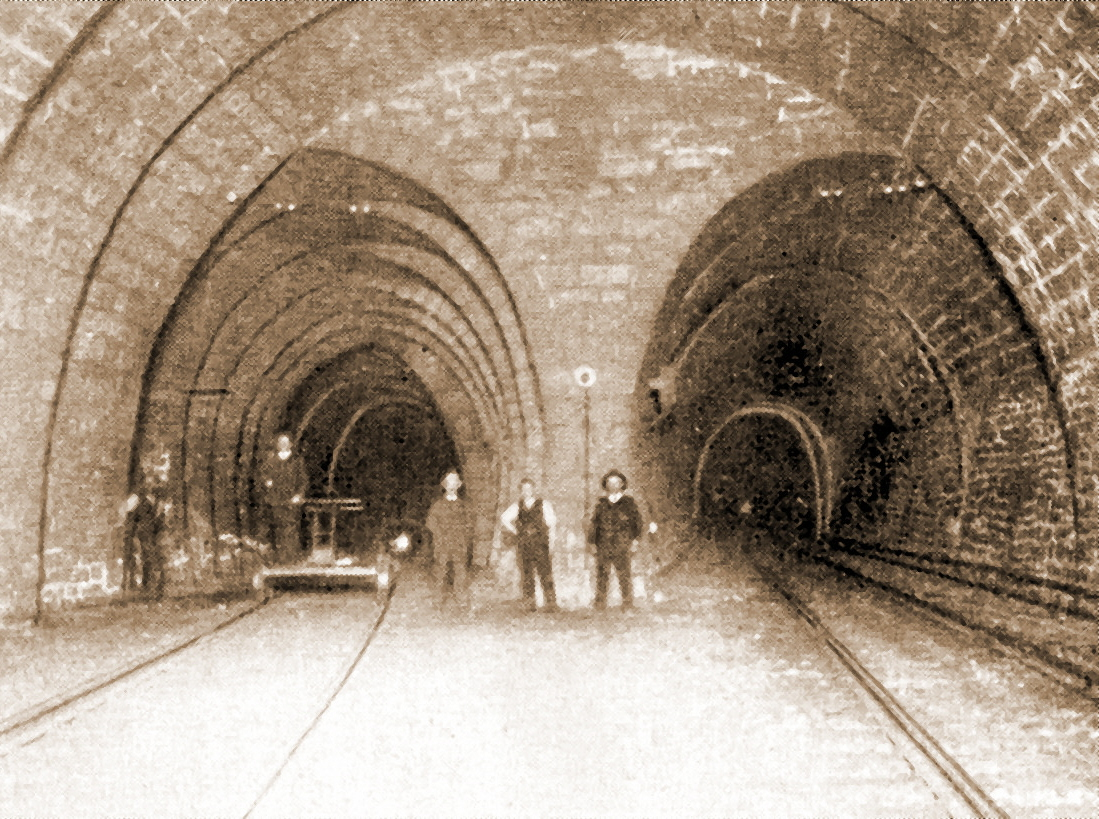
Kreuzungsstation mit zweipoliger Fahrleitung im Innern des Simplontunnels. Dampfbetrieb hätte die Gesundheit des Personals gefährdet.

Während der achtjährigen Bauzeit des Simplontunnels hatte die Elektrotechnik grosse Fortschritte gemacht. Seit 1899 fuhren auf der normalspurigen Burgdorf-Thun-Bahn (BTB) von BBC gelieferte Fahrzeuge mit Drehstrom von 750 Volt und 40 Hertz. In Norditalien wurde ab 1902 die Veltlinbahn erfolgreich mit Dreiphasenwechselstrom mit einer Spannung von 3000 Volt bei 15 Hertz betrieben. In Deutschland stellte 1903 auf der Militäreisenbahn bei Berlin ein mit Drehstrom betriebener Triebwagen mit 210,3 km/h einen Weltrekord auf.
Als im Jahr 1898 mit dem Bau des 19,8 km langen einspurigen Simplontunnels I begonnen wurde, konnte man sich kaum eine andere Zugförderung als mit Dampflokomotiven vorstellen. Umfangreiche Entlüftungsanlagen sollten eine ausreichende Belüftung des damals längsten Tunnels der Welt sicherstellen. Trotzdem befürchtete man, dass der Rauch der Dampflokomotiven in Verbindung mit den hohen Temperaturen im Tunnel von gegen 30 °C und der grossen Luftfeuchtigkeit zu Schwierigkeiten führen würde. Es bestand die Gefahr, dass von Dampflokomotiven produziertes Kohlenmonoxid im langen Tunnel zu einer Gefahr für die Reisenden und für das Personal der in der Tunnelmitte liegenden Kreuzungsstation werden konnte.
Der Bau des Tunnels war bereits weit fortgeschritten, als im Jahre 1905 die Firma BBC den SBB vorschlug, die Strecke auf eigene Kosten zu elektrifizieren, mindestens fünf Elektrolokomotiven bereitzustellen und den Betrieb gegen eine kilometerabhängige Entschädigung für eine begrenzte Zeit selbst zu übernehmen. Trotz Bedenken angesichts der internationalen Bedeutung der neuen Strecke und noch ungenügender Erfahrungen mit dem elektrischen Betrieb nahmen die SBB das Angebot der BBC an und unterzeichneten am 19. Dezember 1905 den Vertrag. Allerdings verzichteten die SBB auf eine Zusage, die Anlagen und Fahrzeuge nach dem Ende des Versuchsbetriebs zu übernehmen.
BBC nahm ein recht riskantes Vorhaben in Angriff. Die Firma hatte bis dahin keine Erfahrung mit Drehstrom hoher Spannung und der Bau eines Unterwerks im Tunnel war ausgeschlossen. Im Sommer 1905 unternahm eine Gruppe von Experten der SBB und BBC eine Studienreise nach Norditalien, wo man sich von Ganz die Kraftwerksanlagen, die elektrische Installationen und das Rollmaterial vorführen liess.

### Betriebseröffnung

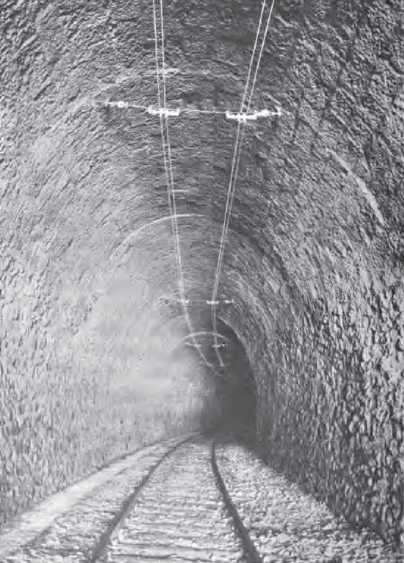
Der grösste Teil der Versuchsstrecke Brig–Iselle lag im Simplontunnel und somit unter Tag.
Zweipolige Fahrleitung im Simplontunnel

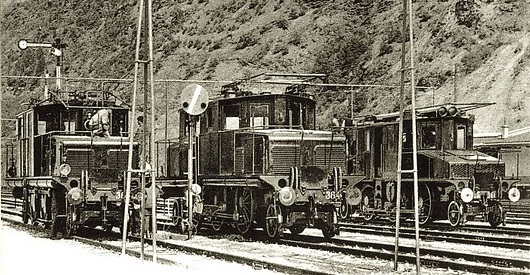
Drehstrom-Lokomotiven im Bahnhof Brig; v. l. n. r. BBC-Maschinen Nr. 365 und 364, Ganz-Mietlokomotive Nr. 361.

Am 1. Juni 1906 wurde die Strecke mit dem einspurigen Tunnel I in Betrieb genommen, ausgerüstet mit zweipoliger Fahrleitung mit 3000 Volt Spannung und einer Frequenz von 16 Hertz. Der Drehstrom wurde von je einem Wasserkraftwerk auf jeder Seite des Tunnels geliefert. Die elektrisch betriebene Strecke zwischen Brig und Iselle hat eine Länge von 22,0 km. Die kurze Zeit zwischen Vertragsabschluss und Betriebsaufnahme reichte nicht, Lokomotiven zu entwerfen und zu bauen. Für den Betrieb des Simplontunnels konnte BBC drei Lokomotiven RA 361–363 ungarischer Herkunft von der norditalienischen Rete Adriatica mieten. Möglich wurde die Betriebsaufnahme auch durch den Verzicht der Rete Adriatica auf zwei Lokomotiven Fb 3/5 Nr. 364–365, die von BBC und SLM für die norditalienische Bahn bereits im Bau waren. Sie entsprachen weitgehend den bereits erprobten RA 361–363.

## Übernahme des Betriebs durch die SBB
Der Betrieb mit Drehstrom hat sich nach Behebung einiger Kinderkrankheiten bewährt. Am 1. Juni 1908 wurden die festen Anlagen und die Lokomotiven von den SBB übernommen. Es handelte sich damals um den bedeutendsten elektrischen Vollbahnbetrieb der Schweiz.
Für die Elektrifizierung der 1913 fertiggestellten Lötschbergstrecke, die in Brig auf die Simplonlinie trifft, wählte die Berner Alpenbahn-Gesellschaft Bern-Lötschberg-Simplon (BLS) von Anbeginn das Einphasensystem mit 15 000 Volt und 16 2⁄3 Hertz, so dass Brig zum Systemwechselbahnhof wurde. Ein weiterer Lokomotivenwechsel war in Iselle notwendig, weil die Ferrovie dello Stato Italiane (FS) auf die Elektrifizierung der Steilstrecke Domodossola–Iselle verzichteten. Während des Ersten Weltkriegs brach der Verkehr ein und wurde praktisch von den beiden Fb 4/4 allein bewältigt.

### Ausdehnung und Ende des Drehstrombetriebs
Als Folge des akuten Kohlemangels durch den Ersten Weltkrieg wurde am 31. Juli 1919 durch eine sogenannte Notelektrifikation der elektrische Betrieb mit Drehstrom von Brig bis nach Sion ausgedehnt, obwohl sich die SBB grundsätzlich für das Einphasenwechselstrom mit 15 000 Volt bei 16 2⁄3 Hertz entschieden hatten. Ebenso wurde die im Jahr 1922 eröffnete zweite Tunnelröhre mit Drehstrom betrieben. Die vorhandenen Lokomotiven reichten nicht mehr aus und man liess zwei Fb 4/4 nachbauen, die 1921 als Be 4/4 368 und 369 in Betrieb kamen.
Westlich von Sion wurde 1923 der Betrieb mit Einphasenwechselstrom aufgenommen und schliesslich am 17. Januar 1927 auch der Streckenabschnitt von Sion nach Brig auf dieses System umgestellt. Am 2. März 1930 endete der inzwischen veraltete Drehstrombetrieb im Simplontunnel mit der Umstellung auf das zum Standard gewordene Einphasenwechselstromsystem. Gleichzeitig wurde der elektrische Betrieb mit Einphasenwechselstrom auf dem Abschnitt Iselle–Domodossola aufgenommen.

## Lokomotiven

### Elektrotechnik

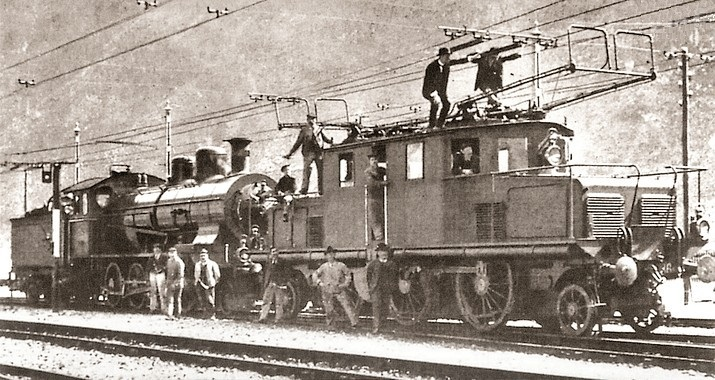
Fb 3/5 von 1906 und um ein Jahr jüngere Dampflokomotive C 4/5 im Bahnhof Brig 1907. Ein heikler Punkt des Drehstrombetriebs mit zweipoliger Fahrleitung waren die Weichenverzweigungen.

Bei mit Dreiphasenwechselstrom betriebenen Bahnen wird der Drehstrom mit einer zweipoligen Fahrleitung den Triebfahrzeugen zugeführt. Als dritter Leiter wird die Schiene verwendet. Wegen den isolierten Abschnitten der zweipoligen Fahrleitung im Bereich von Weichen sind zur Gewährleistung einer unterbruchfreien Stromversorgung zwei Stromabnehmer angelegt. Damit der Abstand beider Bügel genügend gross war, wiesen kürzere Lokomotiven eigentümlich nach vorne gestreckte Stromabnehmer auf.
Die Drehzahl eines Drehstromfahrmotors hängt von der Netzfrequenz des speisenden Stroms ab. Eine einzige wirtschaftliche Geschwindigkeit ist jedoch für den Bahnbetrieb unpraktisch. Mit besonderen Massnahmen werden mehrere wirtschaftliche Drehzahlen ermöglicht:
- Statorwicklungen mit verschiedener, umschaltbarer Polpaarzahl
- Kaskadenschaltung zweier Motoren und Betrieb als Single oder in Kaskade mit verdoppelter Polpaarzahl.

Das Anfahren der Drehstrommotoren erfolgt:
- über Vorwiderstände im Rotorstromkreis, oder
- durch Veränderung der Statorspannung mittels Transformator und Stufenschalter.

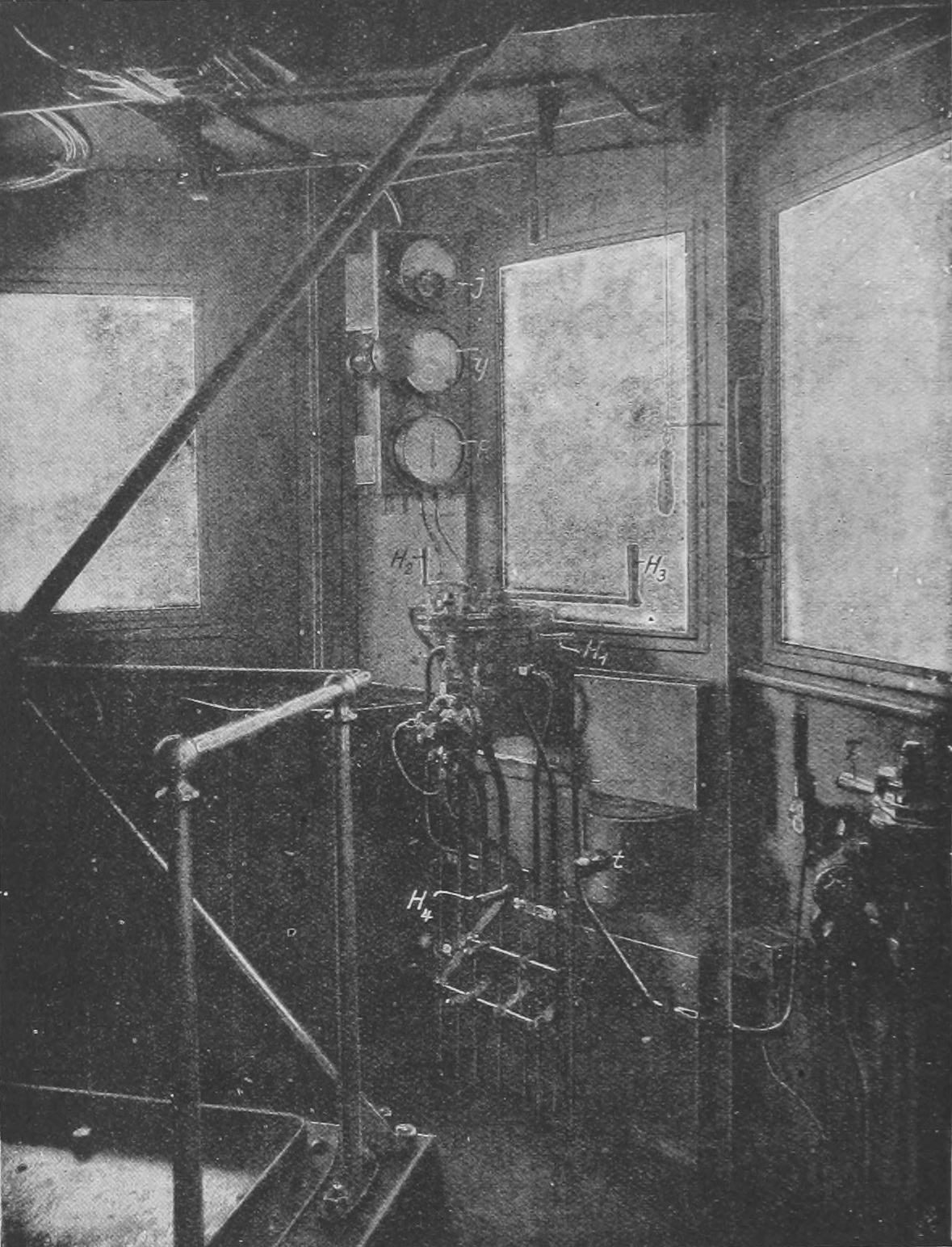
Die Führerstände waren damals spartanisch eingerichtet. Mietlokomotive Nr. 361–363.

Wenn die eingestellte Geschwindigkeit beispielsweise beim Übergang in ein Gefälle überschritten wird, gehen die Motoren selbständig in den Rekuperationsbremsbetrieb über. Weil man damals für die geforderten Drehmomente noch keine Zahnradgetriebe bauen konnte, reduzierte man die Drehzahl der Motoren durch eine Verringerung der Netzfrequenz auf 16 Hertz. Die Drehstrommotoren waren sehr einfach, aber die Schaltapparatur in den Lokomotiven unterhaltsaufwendig und die Fahrleitung im Bereich von Weichen und Kreuzungen kompliziert. Die Lokomotiven hatten keine Heizung und auch eine Vorrichtung zur Heizung der Reisezugwagen fehlte, denn im Innern des Simplontunnels herrscht dauernd eine Temperatur von 28 °C. Als der Betrieb nach Sion ausgedehnt wurde, mussten vermutlich Heizwagen eingesetzt werden. Bei den Lokomotiven 361–365 waren auch keine Batterien vorhanden, die Stirnbeleuchtung der Maschinen erfolgte mit Petrollampen.

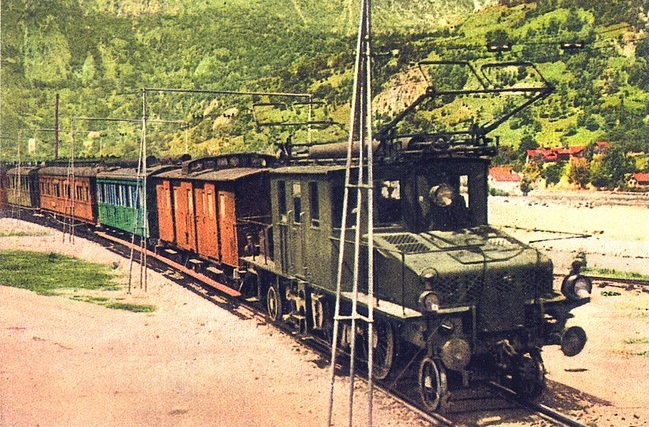
Eine Mietlokomotive Fb 3/5 mit dem Simplon-Express Paris–Mailand. Die Lokomotive trägt die verbesserten BBC-Stromabnehmer.

Das Anfahren wich stark vom späteren Vorgehen ab, wo der Zug möglichst rasch in Gang zu bringen war, um Brandstellen an der Kollektoren der Einphasen-Reihenschlussmotoren zu vermeiden. Weil die Drehstrommotoren im Stillstand wie ein Transformator wirken, ging das Anfahren gemächlich vor sich. Die vorgegebenen Geschwindigkeiten der Drehstrommotoren hatte Folgen für den Betrieb. Züge mit mehreren Lokomotiven bespannen, unabhängig ob Vorspann, Schiebelokomotive oder Doppeltraktion war nur möglich, wenn beide Lokomotiven dieselbe Synchrongeschwindigkeit und den gleichen Treibradsatzdurchmesser aufwiesen. Führten eine Lokomotive mit neuen und eine mit abgenutzten Radsätzen gemeinsam einen Zug, so zog die erste Maschine, während die zweite bremste.

### Fb 3/5 361–363 (gemietete Lokomotiven)
1906 konnte BBC von der Rete Adriatica die Lokomotiven RA 361–363 für den Betrieb im Simplontunnel mieten. Die drei Fahrzeuge wiesen drei grosse gekuppelte Triebräder auf sowie davor und dahinter je eine Laufradachse. Die Einstellung der festen Geschwindigkeitsstufen von 34 und 68 km/h erfolgte durch Kaskadenschaltung der beiden Doppelmotoren mit gemeinsamer Rotorwelle. Zum Anfahren dienten bei den Lokomotiven 361 und 362 Wasserwiderstände, bei der Maschine Nr. 363 Metallwiderstände. Die Wasserwiderstände selber waren wassergekühlt, was bei grosser Hitze dafür sorgte, dass diese Lokomotiven Dampf ausstiessen. Zudem musste regelmässig Wasser nachgefüllt werden.
Für den Betrieb auf der Simplonstrecke wurden die ursprünglichen Bügel durch verbesserte BBC-Stromabnehmer ersetzt. Die Buchstaben „RA“ vor der Lokomotivnummer waren entfernt, die Nummern aber beibehalten, weil sie nicht mit den Betriebsnummern der SBB kollidierten. Als genügend eigene Maschinen zur Verfügung standen, kehrten die 361 und 362 im Mai 1907 und die 363 im Oktober 1907 zur Veltlinbahn zurück.

### Fb 3/5 (später Be 3/5) 364–365

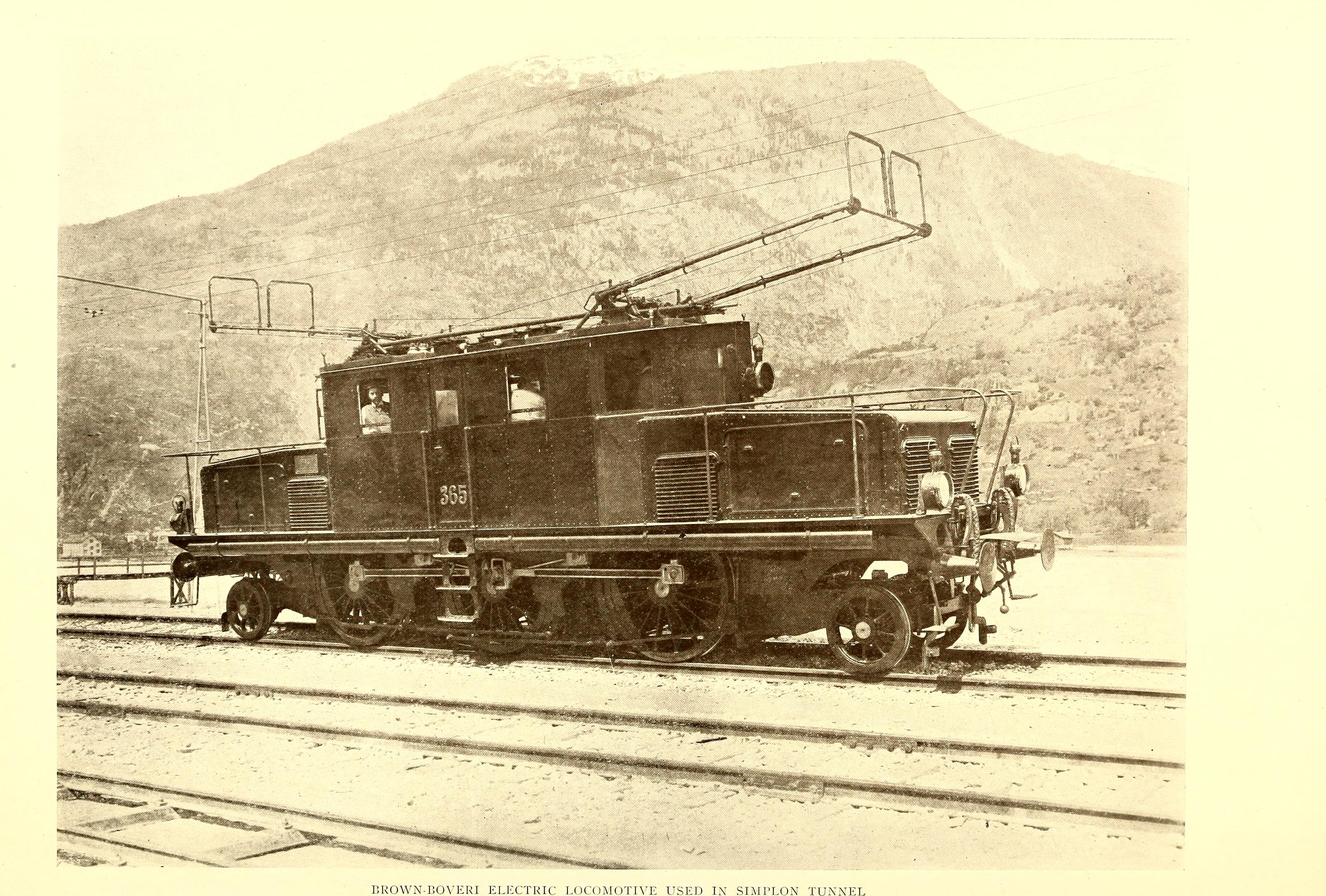
Fb 3/5 Nr. 365 in Brig.

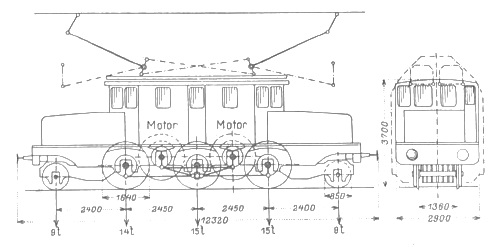
Typenskizze der Fb 3/5

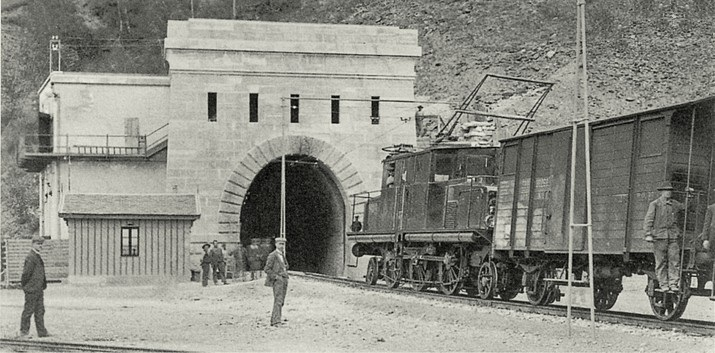
Probefahrt der Lokomotive Fb 3/5 Nr. 364 am Nordportal des Simplontunnels in Brig.

Der mechanische Teil dieser bis 1920 als Fb 3/5 und von 1920 bis 1921 als Be 3/5 bezeichneten Maschinen stammte von der Schweizerischen Lokomotiv- und Maschinenfabrik Winterthur (SLM). Er entsprach weitgehend demjenigen der drei Mietlokomotiven. Die beiden Fahrmotoren waren im Hauptrahmen gelagert. Die beiden Motoren trieben über einen dreieckförmigen Kuppelrahmen die mittlere seitenverschiebbare Triebachse an, die mit einer Kuppelstange mit den beiden äusseren Kuppelachsen verbunden war. Die Triebräder hatten einen Durchmesser von 1640 mm. Die äusseren Triebachsen waren mit der benachbarten Laufachse zu einem Lenkgestell zusammengefasst.
Auf dem Dach dies Führerhauses befanden sich die beiden Stromabnehmer, Blitzschutzvorrichtungen und ein handbetätigter Hauptschalter. Im Gegensatz zu den Mietlokomotiven 361–363 war keine Kaskadenschaltung mehr mit ihren schweren Motoren vorhanden, sondern leichtere Motoren mit polumschaltbaren Statorwicklungen mit den Polzahlen 8 und 16, was feste Geschwindigkeiten von 37 und 74 km/h ermöglichte. Beim Anfahren wurde der Rotorstrom durch regelbare Widerstände begrenzt, die aus auf Eisenrahmen abgespanntem Rheotangewebe bestanden. Für die konstruktive Durchbildung der Motoren waren die besonderen Betriebsverhältnisse im Simplontunnel wegleitend. Im Winter betragen die Temperaturunterschiede im und ausserhalb des Tunnels bis zu 60 °C. Ein Transformator lieferte 110 Volt für den Betrieb der Kompressoren und der Innenbeleuchtung.
Die Lokomotiven scheinen sich bewährt zu haben und waren bis zur Einstellung des Drehstrombetriebs am Simplon 1930 im Einsatz.

### Fb 4/4 (später Be 4/4) 366–369

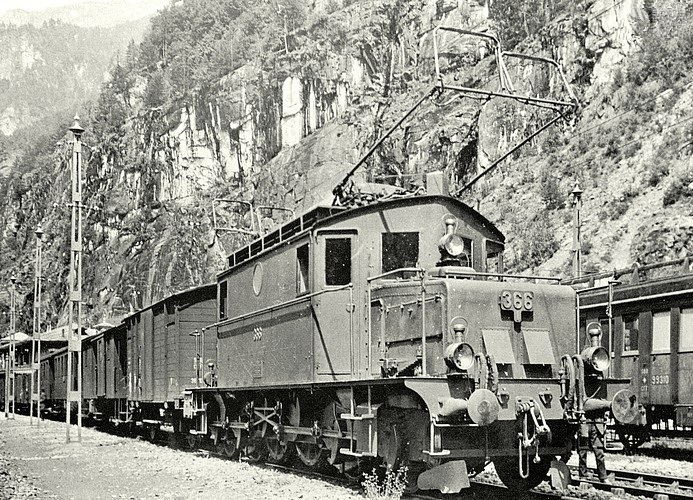
Fb 4/4 366 mit gemischtem Güter-/Personenzug in Iselle.

Die von der BBC und SLM 1907 und 1908 gelieferten beiden Lokomotiven Fb 4/4 366 und 367 bedeuteten einen technischen Fortschritt gegenüber den vorangehend für den Drehstrombetrieb Brig–Iselle gelieferten Maschinen. Die Lokomotiven leisteten 1700 PS (1250 kW) und waren bei ihrer Ablieferung die leistungsstärksten elektrischen Triebfahrzeuge der Schweiz. Als der Drehstrombetrieb von Brig nach Sion ausgedehnt wurde und der Bedarf an Lokomotiven anstieg, wurde auf eine Neuentwicklung verzichtet und 1919 mit den Maschinen 368 und 369 zwei weitere Exemplare des bewährten Typs geliefert.

### Fb 4/6 (später Ce 4/6) 371

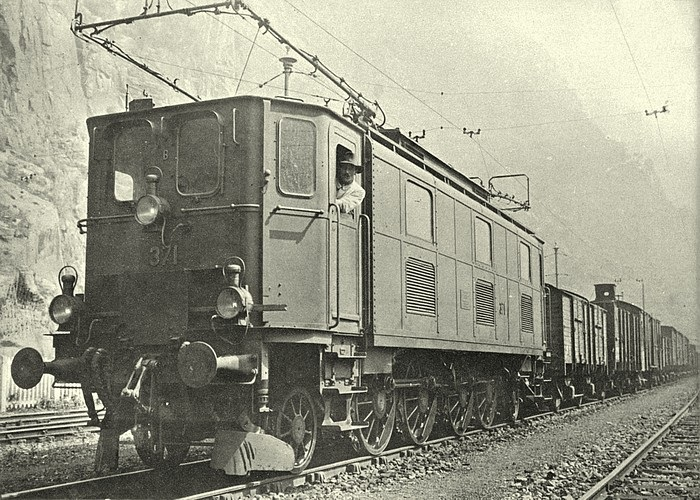
Fb 4/6 371 mit einem Güterzug in Iselle 1916.

Die von der BBC und SLM 1914 gelieferte Lokomotive Fb 4/6 371 bedeutete einen signifikanten leistungsmässigen Fortschritt gegenüber den vorangehend für den Drehstrombetrieb Brig–Iselle gelieferten Maschinen. Die Lokomotive leistete 2720 PS (2000 kW) und war bei ihrer Ablieferung das leistungsstärkste elektrische Triebfahrzeug der Schweiz. Sie kann als Probelokomotive für den damals noch vorgesehen elektrischen Betrieb auf der Steilrampe Domodossola–Iselle betrachtet werden, der jedoch erst später und dann mit hochgespanntem Einphasen-Wechselstrom realisiert wurde.